# Zlatotopka
Zlatotopka (latinsko aqua regia, dobesedno »kraljeva voda«) je zmes koncentrirane dušikove(V) kisline (HNO3) in klorovodikove kisline (HCl) v prostorninskem razmerju 1 : 3.
Ime zmesi izhaja iz lastnosti topljenja žlahtnih kovin, in sicer zlata ter platine, za topljenje srebra pa ni primerna, saj tvori netopen klorid. Zlatotopka je praktično neuporabna tudi pri raztapljanju titana, iridija, rutenija, renija, tantala, niobija, hafnija, osmija, rodija in volframa.

## Reakcije

### Raztapljanje zlata
Vsaka od kislin v zmesi ima bistveno nalogo pri raztapljanju zlata, saj same zase nimajo učinka. Dušikova(V) kislina je močen oksidant, zaradi katere nastanejo zlatovi kationi (Au3+). Klorovodikova kislina predstavlja vir klorovih anionov (Cl-), ki reagirajo z zlatovimi kationi, pri čemer nastanejo tetraklorozlatovi(III) anioni (AuCl4-). Skupno reakcijo lahko zapišemo kot:
{\displaystyle \mathrm {Au+3\ HNO_{3}+4\ HCl\longleftrightarrow AuCl_{4}^{-}+3\ NO_{2}+H_{3}O^{+}+2\ H_{2}O} }
ali
{\displaystyle \mathrm {Au+HNO_{3}+4\ HCl\longleftrightarrow AuCl_{4}^{-}+NO+H_{3}O^{+}+H_{2}O} }
Iz nastale zmesi se lahko pripravi trdno tetraklorozlatovo(III) kislino (HAuCl4) z izparevanjem presežka zlatotopke, ostanek dušikove(V) kisline pa se odstrani s koncentrirano klorovodikovo kislino, s čimer na koncu nastane dušikov dioksid (NO2); za podrobnosti glej spodnje poglavje. Za pridobivanje elementarnega zlata se tetraklorozlatove(III) anione lahko reducira npr. z žveplovim dioksidom (SO2), hidrazinom (N2H4) ali oksalno kislino. Reakcijo z žveplovim dioksidom lahko zapišemo kot:
{\displaystyle \mathrm {2\ AuCl_{4}^{-}+3\ SO_{2}+6\ H_{2}O\longrightarrow 2\ Au+12\ H^{+}+3\ SO_{4}^{2-}+8\ Cl^{-}} }

### Raztapljanje platine
V začetni fazi nastaneta nitrozoplatinov klorid (NO)2PtCl4, ki je v trdni obliki, ter tetrakloroplatinova(II) kislina (H2PtCl4). Za popolno raztopitev platine je treba nastalemu trdnemu produktu večkrat dodajati koncentrirano klorovodikov kislino, tako da iz njega nastane tetrakloroplatinova(II) kislina. Reakciji zapišemo kot:
{\displaystyle \mathrm {2\ Pt+2\ HNO_{3}+8\ HCl\longrightarrow (NO)_{2}PtCl_{4}+H_{2}PtCl_{4}+4\ H2O} }
{\displaystyle \mathrm {(NO)_{2}PtCl_{4}+2\ HCl\longrightarrow H_{2}PtCl_{4}+2\ NOCl} }
Tetrakloroplatinovo(II) kislino se lahko oksidira v heksakloroplatinovo(IV) kislino (H2PtCl6) ob dodajanju klora in segrevanju:
{\displaystyle \mathrm {H_{2}PtCl_{4}+Cl_{2}{\overset {\hbox{∆T}}{\longrightarrow }}H_{2}PtCl_{6}} }
Nastalo kislino se obori z dodajanjem amonijaka (NH3), iz česar nastane amonijev heksakloroplatinat(IV) ((NH4)2[PtCl6]). Po žarenju nastane čista platina:
{\displaystyle \mathrm {3\ (NH_{4})_{2}[PtCl_{6}]{\overset {\hbox{∆T}}{\longrightarrow }}3\ Pt+2\ N_{2}+18\ HCl+2\ NH_{3}} }

### Dekompozicija zlatotopke
Dekompozicija zlatotopke poteka zaradi reakcije med dušikovo(V) in klorovodikovo kislino, pri čemer nastaneta hlapna produkta, tj. nitrozil klorid in klor, kar daje značilno rumenkasto barvo zmesi. Na ta način zlatotopka sčasoma izgubi svojo moč. Reakcijo zapišemo kot:
{\displaystyle \mathrm {HNO_{3}+3\ HCl\longrightarrow NOCl+Cl_{2}+2\ H_{2}O} }
Nitrozil klorid nadalje razpade v dušikov oksid (NO) in klor, reakcija je ravnotežna.
{\displaystyle \mathrm {2\ NOCl\longleftrightarrow 2\ NO+Cl_{2}} }
Dušikov oksid reagira z atmosferskim kisikom, zaradi česar v končni fazi nastane dušikov dioksid.
{\displaystyle \mathrm {2\ NO+O_{2}\longrightarrow 2\ NO_{2}} }
Segrevanje in izpostavljenost sončni svetlobi proces dekompozicije pospešujeta.

## Zgodovina
Zlatotopko je že v 13. stoletju opisal evropski alkimist Psevdo-Geber. V 15. stoletju je nemški alkimist Basilius Valentinus v svojem delu Ein kurtz summarischer Tractat, von dem grossen Stein der Uralten, v t. i. »12 ključih« predstavil zlatotopko na alegoričen način v 3. ključu kot lisico, ki požira petelina, kateri predstavlja zlato zaradi asociacije s sončnim vzhodom, drugi petelin pa stoji na lisici in jo prav tako požira. Omenjena alegorija torej uprizarja izmenične postopke obdelave zlata z zlatotopko in segrevanje zmesi, pri čemer se tetraklorozlatovo(III) kislino pretvori v zlatov(III) klorid (Au2Cl6), v destilacijski napravi pa se poleg tega nakopiči klorov plin, ki drži ravnotežje reakcije v smeri proti nastajanju zlatovega(III) klorida, saj je tetraklorozlatova(III) kislina dokaj nestabilna. Plinska zmes sublimira v anhidridno obliko spojine, ki ima videz rubinasto rdečih kristalov, katere so nekdaj poimenovali kot »zmajeva kri«. Pretvorbo v zlatov(III) klorid se lahko zapiše kot:
{\displaystyle \mathrm {2\ HAuCl_{4}{\overset {\hbox{∆T}}{\longrightarrow }}Au_{2}Cl_{6}+2\ HCl} }
Med nemško okupacijo Danske v drugi svetovni vojni je madžarski kemik George de Hevesy v zlatotopki raztopil zlati Nobelovi medalji dveh nemških Nobelovih nagrajencev za fiziko, tj. Maxa von Laueja (1914) in Jamesa Francka (1925), in na ta način skril medalji pred Nemci, saj je nastala zmes v stekleni posodi bila popolnoma nesumljivega videza, le ena med mnogimi drugimi raztopinami v laboratoriju. Nacistična vlada je namreč Nemcem prepovedala posedovanje omenjenih medalj, potem ko je nemški pacifist Carl von Ossietzky prejel Nobelovo nagrado za mir zaradi obveščanja o oboroževanju in usposabljanju vojaških sil Nemčije. Posoda z zmesjo je nedotaknjena preživela celotno vojno, tako da je de Hevesy raztopljeno zlato ponovno pretvoril v trdno obliko in ga poslal Kraljevi švedski akademiji znanosti, ki je iz zlata ponovno izdelala medalji in ju podelila nagrajencema.